# Chaînes Waitakere
Les chaînes Waitakere (en anglais : Waitakere Ranges) sont un massif de montagnes situé dans la région d'Auckland, dans l'île du Nord en Nouvelle-Zélande.

## Géographie

### Situation, topographie

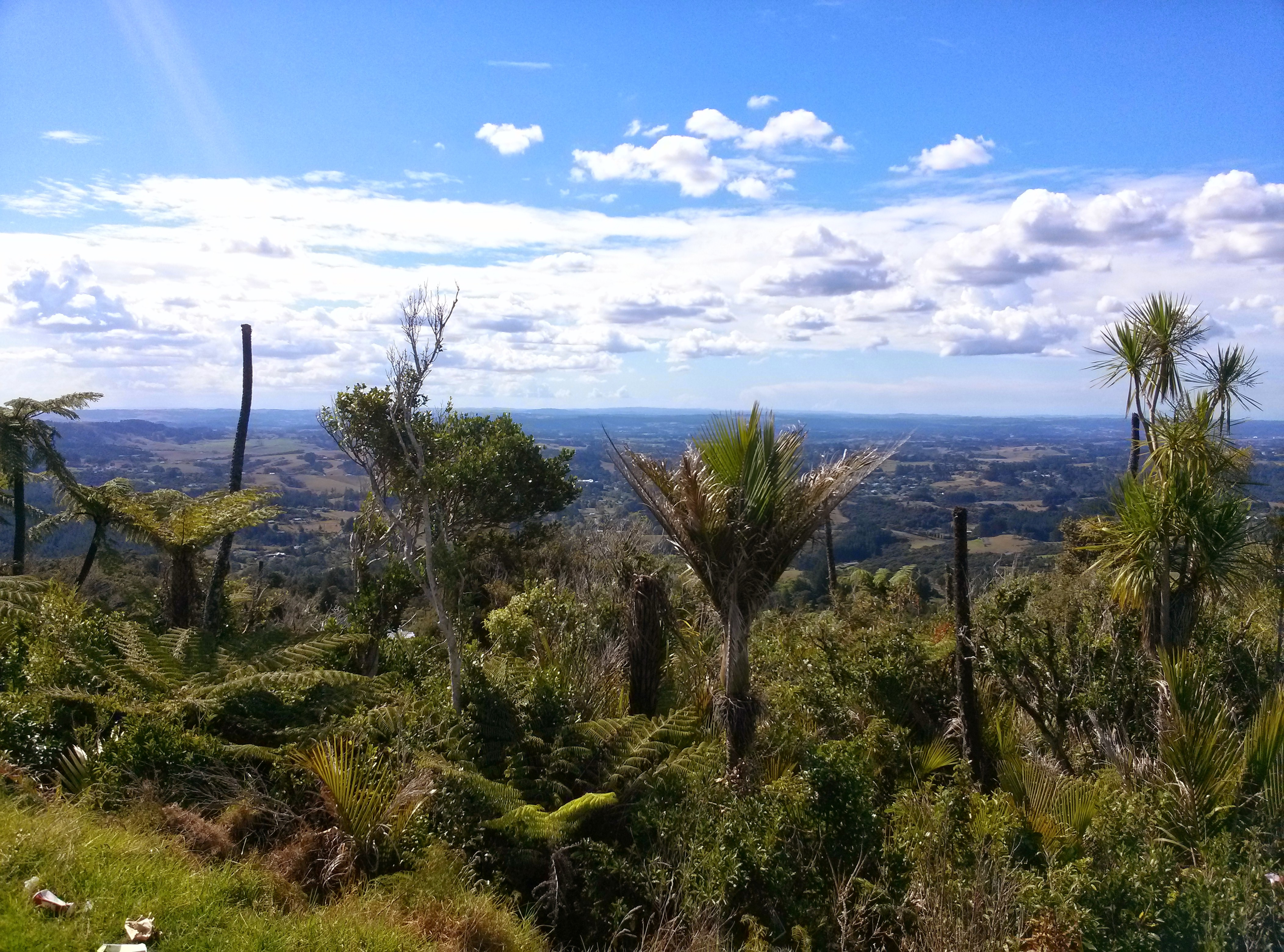
Parc régional de la chaîne Waitakere.

Les chaînes Waitakere s'étendent sur environ 18 km à l'ouest et au sud-ouest du centre-ville d'Auckland sur une superficie d'environ 200 km2. La zone presque entièrement boisée abrite le parc régional des chaînes Waitakere, qui couvre une superficie d'environ 160 km2, que sillonnent 143 sentiers de randonnée. Le plus haut sommet de la chaîne est le Te Toiokawharu, qui s'élève à une altitude de 474 m.

### Hydrographie
Cinq réservoirs ont été construits dans les chaînes Waitakere pour fournir de l'eau à la région d'Auckland. Il y tombe plus de 2 000 mm de précipitations annuelles alors qu'à Auckland elles sont deux fois moindres. Les précipitations venant de la mer de Tasman sont bloquées par les hautes montagnes qui retiennent les nuages.

### Géologie
À l'ouest d'Auckland, des falaises hautes de plus de 300 m ont été formées par l'érosion d'anciens conglomérats volcaniques et de coulées de lave qui se sont déposées il y a 12 à 25 millions d'années. Elles sont recouvertes par une forêt subtropicale (bush) qui a été regénérée après la déforestation et l'exploitation agricole durant la seconde moitié du XVIIIe siècle et au début du XIXe siècle.

## Histoire
En 1894, un groupe dirigé par Algernon Thomas (en), professeur d'université, géologue, biologiste et pédagogue néo-zélandais, a convaincu le Conseil municipal d'Auckland de classer dans la zone Nihotupu de la chaîne Waitakere une aire protégée 14 km2. En 1895, le gouvernement néo-zélandais a classé cette zone ainsi que d'autres parcelles plus petites en réserves naturelles pour la conservation de la flore et de la faune indigènes.

## Tourisme

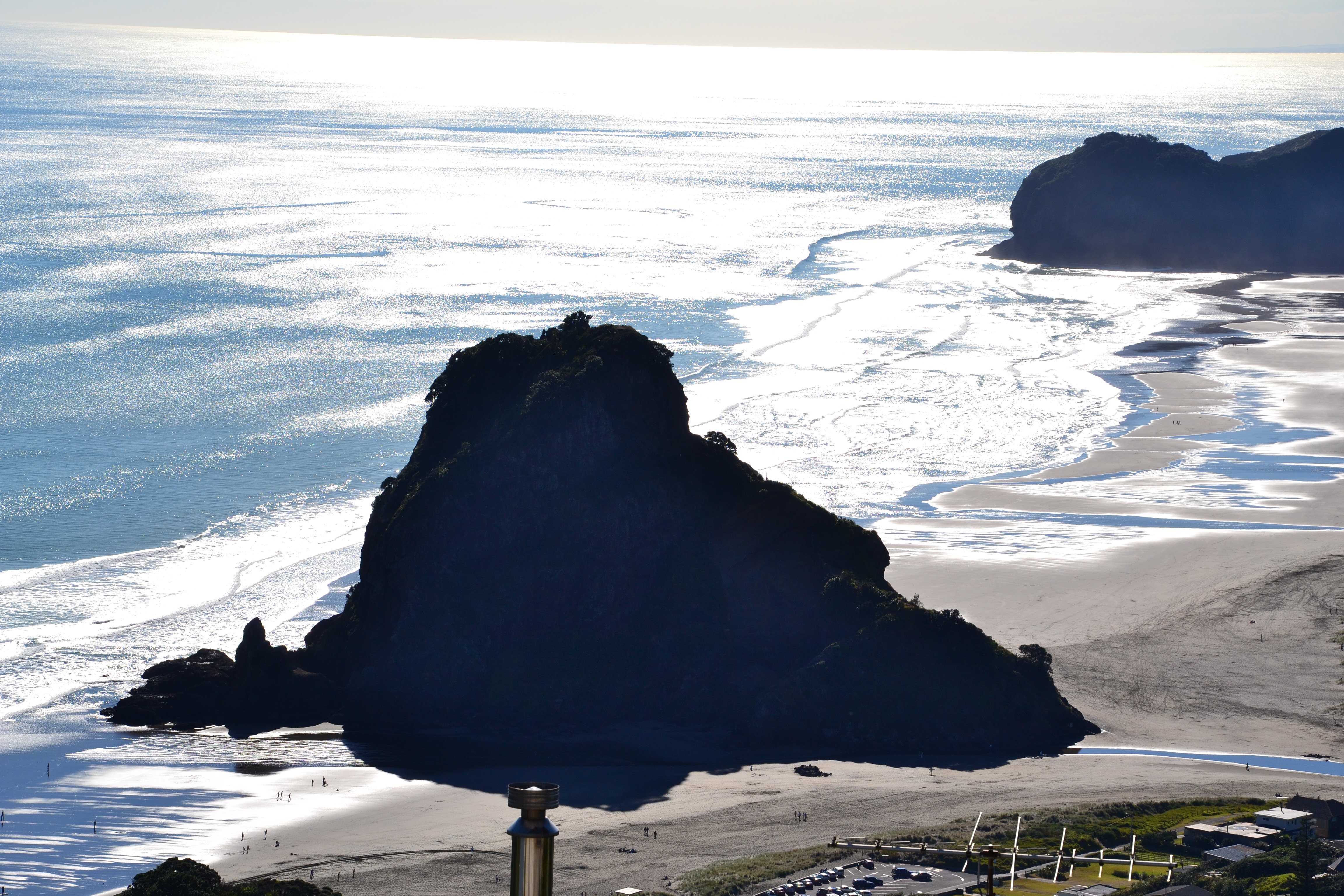
Lion Rock Piha.

La côte, qui s'étire le long de la chaîne montagneuse, compte quatre plages réputées pour la pratique du surf : Muriwai, Te Henga, Piha et Karekare. Ces plages de sable noir volcanique sont dangereuses pour les nageurs à cause des courants du ressac surtout en cas de forte houle. Elles offrent néanmoins un vaste réseau de sentiers de randonnée le long des côtes est et ouest d'Auckland, dans la région de Taranaki. Le seul accès aux stations balnéaires de Piha et Karekare s'effectue par la montagne via la route Scenic Drive qui relie Titirangi à Swanson.